# Fredman Ashe Lincoln
Fredman Ashe Lincoln (* 30. Oktober 1907 in Bradford; † 19. Oktober 1998) war ein britischer Rechtsanwalt und Marineoffizier.

## Leben und Tätigkeit
Lincoln war ein Sohn des Reuben Lincoln (1881–1957), eines jüdischen Rechtsanwaltes und orthodoxen Geistlichen. Nach dem Besuch der Hoe Grammar School in Plymouth und der Haberdasher’s Aske’s School in London studierte er am Exeter College in Oxford. 1929 erhielt er die Rechtsanwaltszulassung.
Während des Zweiten Weltkriegs wurde Lincoln, der seit 1937 als Reserveoffizier der Royal Navy angehörte, bei der Marine zum Einsatz. Er wurde vor allem im Minenräumdienst eingesetzt und war an der ersten Bergung einer deutschen Haftmiene durch die Briten beteiligt, wodurch er dazu beitrug, dass die britische Marine imstande war diese Waffe zu analysieren und Strategien zu ihrer Abwehr zu entwickeln. 1943 kam er mit einem Kommandotrupp bei den alliierten Landungen in Sizilien und Italien zum Einsatz. 1945 war er einer der ersten Briten, die die Brücke von Remagen überschritten.
Aufgrund seiner Tätigkeit im anglo-ukrainischen Komitee der 1930er Jahre geriet Lincoln ins Visier der nationalsozialistischen Polizeiorgane, die ihn als wichtige Zielperson einstuften: Im Frühjahr 1940 setzte das Reichssicherheitshauptamt in Berlin ihn auf die Sonderfahndungsliste G.B., ein Verzeichnis von Personen, die im Falle einer erfolgreichen Invasion und Besetzung der britischen Inseln durch die Wehrmacht von den Besatzungstruppen nachfolgenden Sonderkommandos der SS mit besonderer Priorität ausfindig gemacht und verhaftet werden sollten.
1948 wurde Lincoln Marineberater des neu gegründeten Staates Israel. Von 1972 bis 1979 amtierte er als Präsident der World Federation of Jewish Lawyers and Jurists.
1945 und 1950 kandidierte er für die Conservative Party für das britische Unterhaus in den Wahlkreisen Harrow East und Willesden East.
Ehrenamtlich fungierte Lincoln al Präsident des Rates der Masorti Synagoge.

## Familie
Lincoln war seit 1933 mit Sybil Eileen Cohen verheiratet. Lincolns Sohn David Lincoln war Rabbi an der New Yorker Park Avenue Synagoge.

## Schriften
- The Legal Background to the Starrs, 1932.
- The Starra: Their Effect on Early English Law and Administration, 1939.
- Secret Naval Investigator, 1961.
- Odyssey of a Jewish Sailor, 1995.